# Athyrium otophorum
Athyrium otophorum  (лат.) — вид папоротников из рода Кочедыжник (Athyrium) семейства Щитовниковые (Dryopteridaceae).

## Разновидности
- Athyrium otophorum var. okanum (Athyrium otophorum 'Okanum')

Молодые вайи при распускании темно-бордового цвета, затем становятся жёлтыми с бордовыми черешками, что составляет красивый контраст со старыми вайями. 

## Ареал и среда обитания
Китай, Япония (Хонсю, Кюсю, Сикоку), Корея.

## Биологическое описание
Высота 30—45 см, ширина 30—45 см. 
Вайи треугольные, дваждыперистые. Черешки окрашены в бордовый цвет.

## В культуре
Простой в содержании вид. Рекомендуется посадка в хорошо дренированную, богатую гумусом почву. Местоположение: тень, частичная тень. Плохо переносит засуху.
Зоны морозостойкости: 5—9.